# Xã Jackson, Quận Osage, Missouri
Xã Jackson (tiếng Anh: Jackson Township) là một xã thuộc quận Osage, tiểu bang Missouri, Hoa Kỳ. Năm 2010, dân số của xã này là 1.376 người.